# Château-Gaillard
Château-Gaillard ist eine französische Gemeinde mit 2408 Einwohnern (Stand 1. Januar 2022) im Département Ain in der Region Auvergne-Rhône-Alpes. Sie gehört zum Kanton Ambérieu-en-Bugey im Arrondissement Belley und ist Mitglied im Gemeindeverband Plaine de l’Ain.

## Geographie

### Lage
Château-Gaillard liegt auf 240 m, etwa 26 Kilometer südsüdöstlich der Präfektur Bourg-en-Bresse, 38 Kilometer nordwestlich der Stadt Belley und 43 Kilometer nordöstlich der Stadt Lyon (Luftlinie). Das Dorf erstreckt sich im unteren Ain-Tal auf der Grenze zwischen der Landschaft Dombes im Westen und dem unteren Bugey im Osten. Nachbargemeinden von Château-Gaillard sind Priay und Ambronay im Norden, Ambérieu-en-Bugey im Osten, Saint-Denis-en-Bugey und Leyment im Süden sowie Saint-Maurice-de-Rémens im Westen.

### Topographie
Die Fläche des 16,06 km² großen Gemeindegebiets umfasst einen Abschnitt in der flachen Ebene, die der Fluss Ain an seinem Unterlauf bildet. Der hier fast zehn Kilometer breite Talboden wird jenseits der Gemeindegrenzen von Château-Gaillard vom Jura-Gebirge im Osten und von der Hochebene der Dombes im Westen eingefasst. Das eigentliche Flussbett befindet sich einige hundert Meter westlich der Gemeinde, deren Westgrenze in dem von Altarmen durchzogenen Auwald Les Brotteaux verläuft. Daran schließt sich eine noch einmal etwa zwei Kilometer breite Niederung an, die landwirtschaftlich genutzt wird, aber nicht bebaut ist. Das eigentliche Siedlungsgebiet beginnt östlich einer rund 15 Meter hohen Flussterrasse und bildet mehrere Ortsteile in einer sonst landwirtschaftlich genutzten Ebene. Der Südrand der Gemeinde wird von der Albarine begrenzt, einem linken Zufluss des Ain. Das  Flüsschen Seymard verläuft direkt unterhalb der Flussterrasse und entwässert ebenfalls den Gemeindeboden. Dementsprechend hoch ist der landwirtschaftlich genutzte Anteil der Gemeindefläche (69 %), gefolgt von Industrie und Gewerbe (11 %), Waldstücken (9 %) sowie Behausungen (6 %).

### Gemeindegliederung
Zu Château-Gaillard gehören neben dem eigentlichen Ortskern auch das Dorf Cormoz im Süden und die Siedlung La Poisatière an der Gemeindegrenze mit Ambérieu. Im Nordosten der Gemarkung erstreckt sich ein kleines Gewerbegebiet, an das sich ein Flugplatz anschließt. Ganz im Norden liegt ein Kiestagebau.

## Geschichte
Das Gebiet von Château-Gaillard war schon in vorrömischer Zeit besiedelt. Es wurden sowohl größere Siedlungsumrisse und Gräberfelder entdeckt wie auch Kleinfunde gemacht, die aus den aufeinanderfolgenden Epochen der Bronzezeit, Hallstattzeit und Latènezeit stammen. Aus der Römerzeit, von der die meisten Fundstücke erhalten sind, wurden die Grundrisse eines Gebäudekomplexes rekonstruiert, der sich von einer einheimischen Farm aus dem 1. Jahrhundert n. Chr. zu einer römischen Villa entwickelte, die jedoch in der Mitte des 4. Jahrhunderts plötzlich aufgegeben wurde.
In den Lehnsurkunden des Mittelalters erscheint der Ort erst wieder 1357 unter dem Namen Castrum Gaillardi, als er unter der Oberhoheit des Grafen Amadeus VI. von Savoyen mehrfach den Lehnsmann wechselte. Mit dem Vertrag von Lyon wurde das gesamte Bugey im Jahre 1601 ein Teil von Frankreich. Die 1655 erstmals erwähnte Pfarrei war ursprünglich ein vom Kloster Ambronay abhängiges Dekanat und wurde später eine Nebenstelle der Pfarrei von Ambérieu.
Die für den Ort namensgebende Burganlage entstand zwischen 1345 und 1350 und verteidigte zusammen mit den Burgen von Saint-Denis und Saint-Germain (in Ambérieu) die Eingänge zum Ain-Tal und zur Cluse des Hôpitaux gegen die Dauphiné. Während der Französischen Revolution wurde es niedergebrannt und in der Folgezeit abgetragen.

## Bevölkerung
| Jahr                       | 1962 | 1968 | 1975 | 1982 | 1990 | 1999 | 2009 | 2020 |
| -------------------------- | ---- | ---- | ---- | ---- | ---- | ---- | ---- | ---- |
| Einwohner                  | 428  | 439  | 698  | 832  | 1027 | 1370 | 1760 | 2254 |
| Quellen: Cassini und INSEE |      |      |      |      |      |      |      |      |

Mit 2408 Einwohnern (Stand 1. Januar 2022) gehört Château-Gaillard zu den kleineren Gemeinden des Départements Ain. Nachdem die Einwohnerzahl im 19. und 20. Jahrhundert stagnierte oder leicht zurückging (1851 wurden noch 651 Einwohner gezählt), setzte Mitte der 1970er Jahre eine starke Bevölkerungszunahme ein, die bis heute anhält. Die Ortsbewohner von Château-Gaillard heißen auf Französisch Chateaugaillardan(e)s.

## Sehenswürdigkeiten

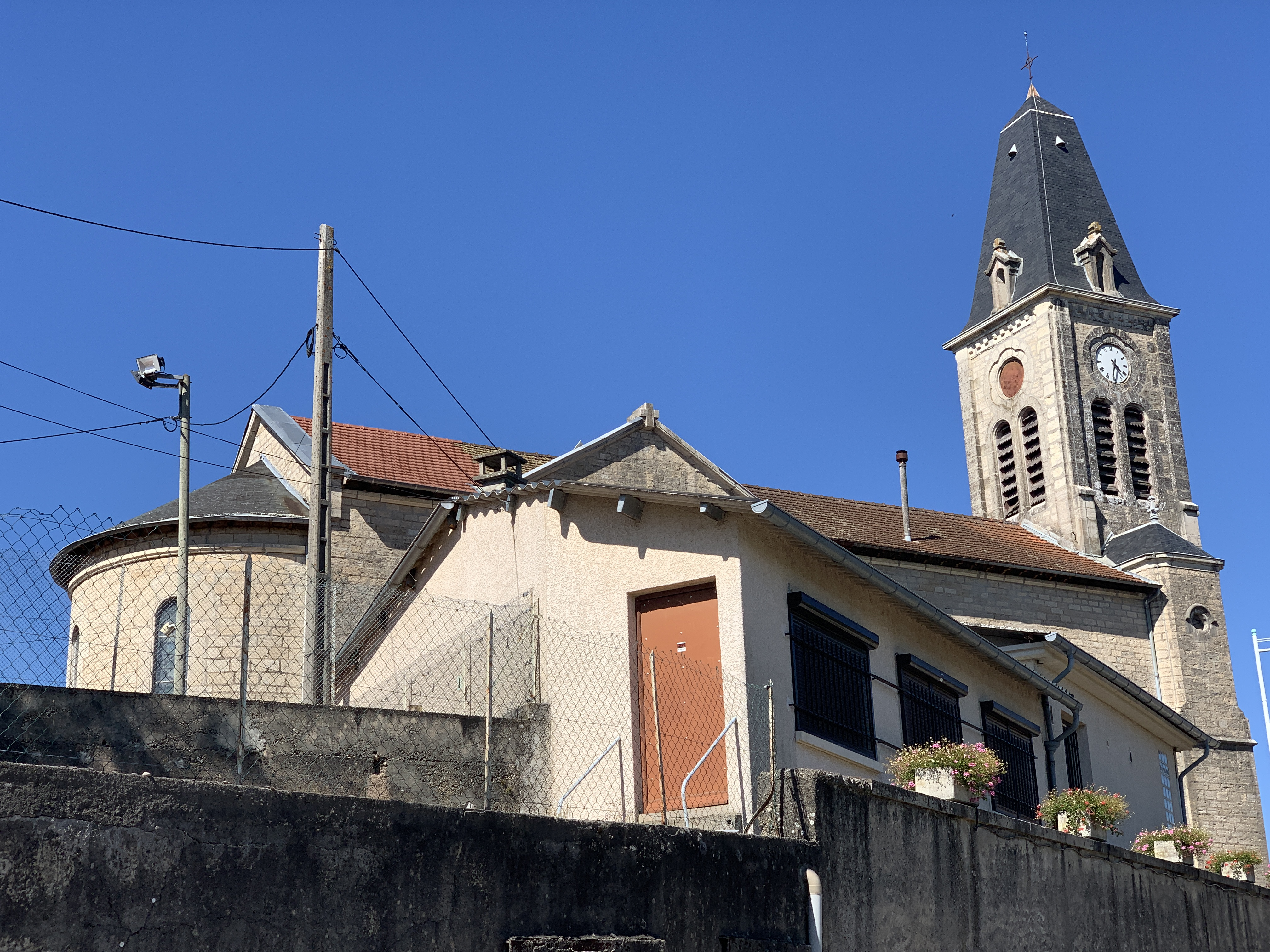
Kirche Sainte-Foy
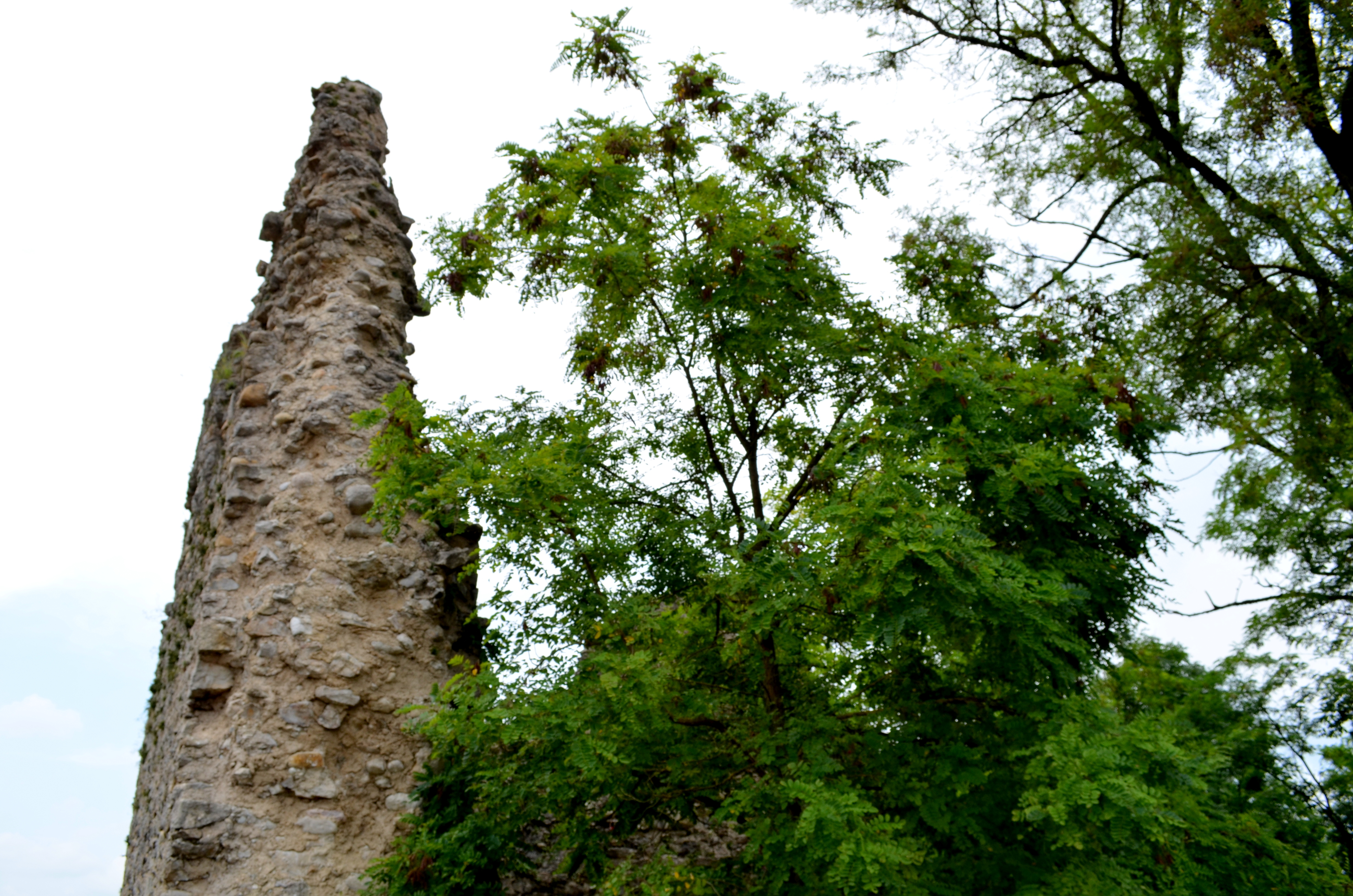
Ruinen der früheren Burg
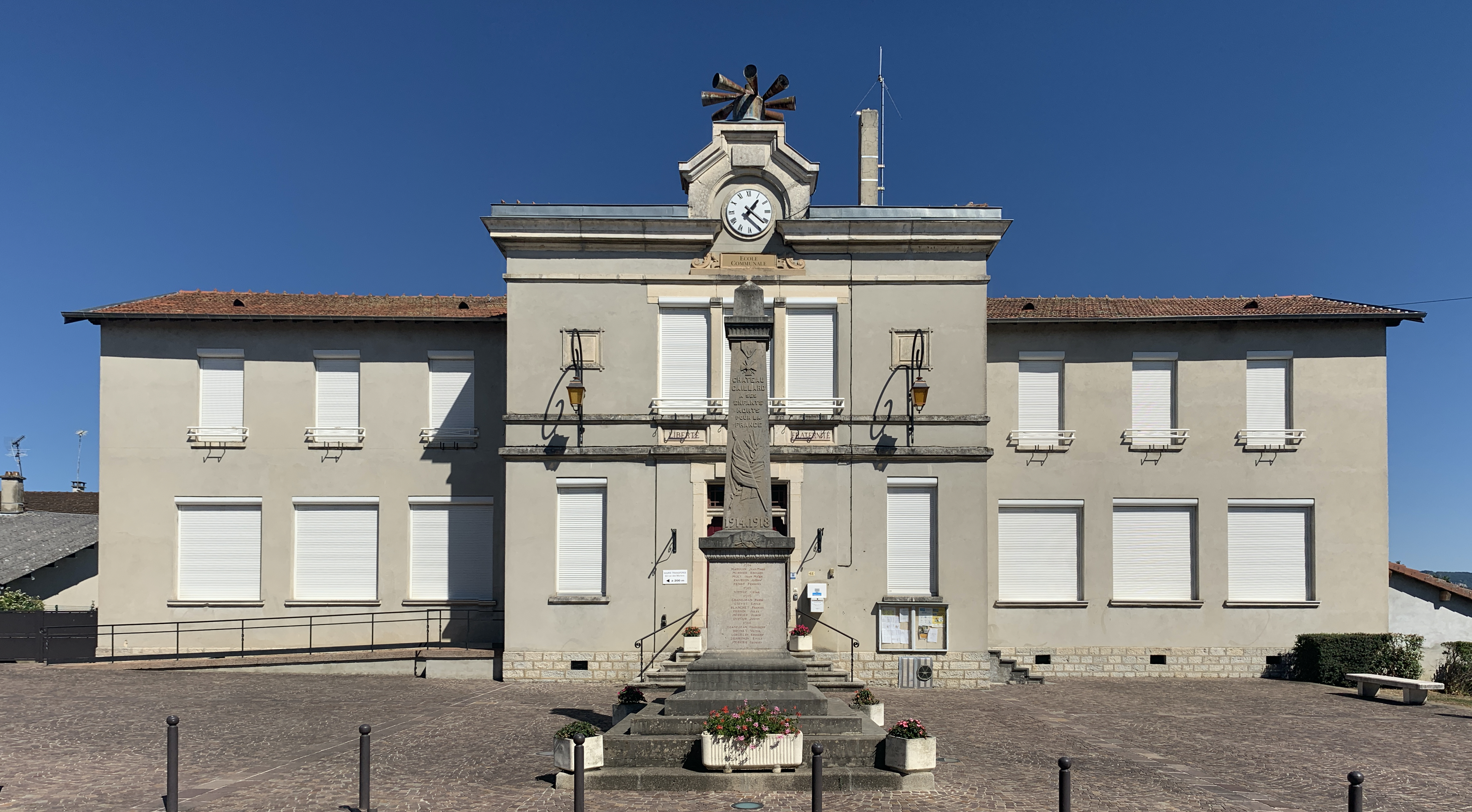
Schule (ehemaliges Rathaus)
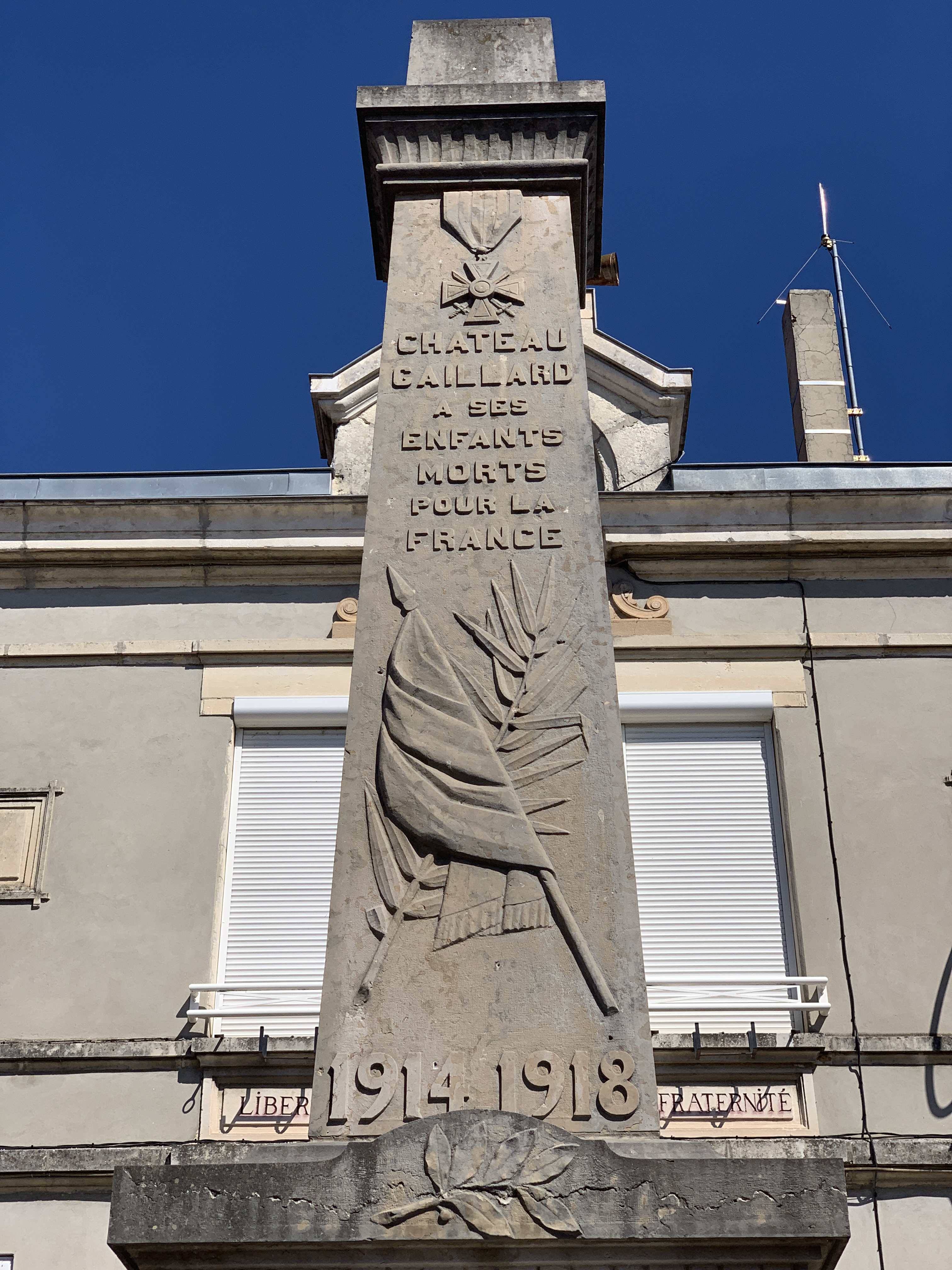
Gefallenendenkmal

- Burgruine

- Kirche Sainte-Foy
- Ruinen der früheren Burg
- Schule (ehemaliges Rathaus)
- Gefallenendenkmal

## Wirtschaft und Infrastruktur
Château-Gaillard war bis weit ins 20. Jahrhundert hinein ein vorwiegend durch die Landwirtschaft geprägtes Dorf. Diese konzentriert sich heute auf wenige Betriebe, die großflächig Getreide sowie Öl- und Eiweißpflanzen anbauen. Daneben gibt es einige kleinere Industriebetriebe, die sich bei der Autobahnabfahrt angesiedelt haben, und verschiedene Betriebe des lokalen Kleingewerbes. Mittlerweile hat sich das Dorf auch zu einer Wohngemeinde entwickelt. Viele Erwerbstätige sind Wegpendler, die in Ambérieu oder weiter entfernten Umgebung, vor allem im Raum Aix-les-Bains und Chambéry, ihrer Arbeit nachgehen.
Die Ortschaft ist verkehrsmäßig gut erschlossen. Auf dem Gebiet der Gemeinde befindet sich ein Anschluss an die mautpflichtige Autobahn A42 (Teil der Direktverbindungen Lyon–Genf und Lyon-Straßburg). Im benachbarten Ambérieu kreuzen sich die Hauptstraßen D1075, D1084 und D1504, die verschiedene Ballungszentren in der Region Rhône-Alpes miteinander verbinden. Ein von den TER Auvergne-Rhône-Alpes bedienter Bahnhof befindet sich ebenfalls in Ambérieu, durch das die beiden Strecken Lyon–Genf und Mâcon–Ambérieu verlaufen. Als Flughäfen in der Region kommen Lyon-St-Exupéry (46 km) und Genf (103 km) in Frage.

### Bildung
In Château-Gaillard befindet sich eine staatliche école primaire (Grundschule mit eingegliederter Vorschule).